# Piszczac (gmina w guberni siedleckiej)
Piszczac – dawna gmina wiejska w guberni siedleckiej. Siedzibą władz gminy był Piszczac.
Gmina wiejska Piszczac powstała 1 stycznia?/13 stycznia 1870 powiecie bialskim w granicach pozbawionego praw miejskich Piszczaca, który przekształcono w osadę miejską.
Oprócz Piszczaca w skład gminy wchodził także folwark Chotyłów i wieś Wyczółki. Gmina miała 3175 mórg obszaru i liczyła 2256 mieszkańców (1885 rok) Gmina należała do sądu gminnego okręgu IV w Kobylanach Nadbużnych.
Pod koniec XIX wieku gminę Piszczac zniesiono, integrując ją z sąsiednią gminą Połoski.
Nazwę gminy Połoski (z Piszczacem) zmieniono następnie na gmina Piszczac, i pod taką figuruje już ona w wykazie gmin woj. lubelskiego z 1921 roku.